# 三ツ境駅
三ツ境駅（みつきょうえき）は、神奈川県横浜市瀬谷区三ツ境にある、相模鉄道相鉄本線の駅である。駅番号はSO12。
相模野台地上にあり、標高は76 mで、相鉄の駅で最も高い。横浜市内でも最高峰の駅である。

## 歴史

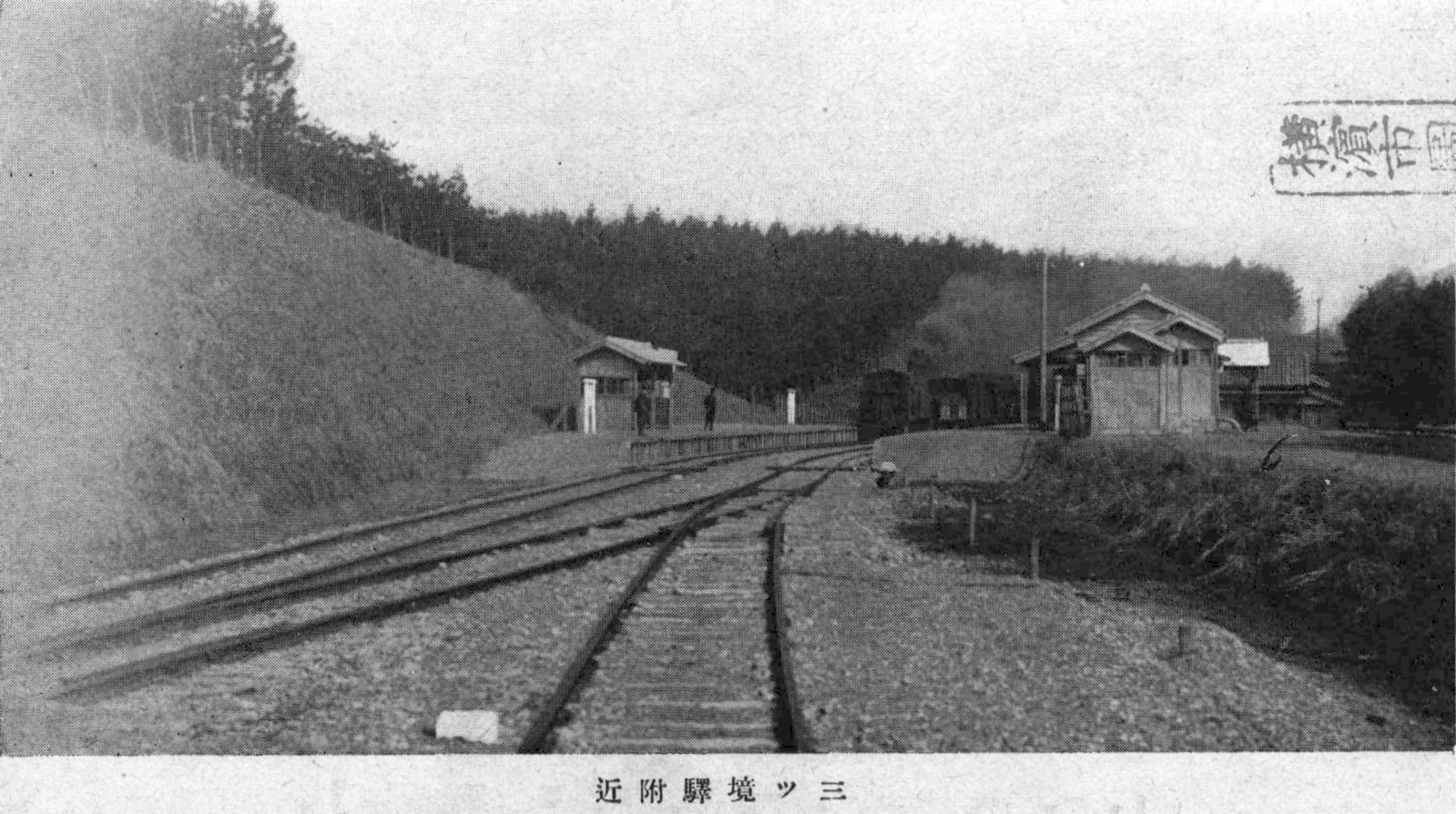
神中鉄道三ツ境駅（1927年頃）

- 1926年（大正15年）5月12日：旧神中鉄道の駅として開業[注 1]。
- 1986年（昭和61年）10月：現駅舎および駅ビル（後節参照）が竣工。
- 2011年（平成23年）3月：駅舎・駅前人工広場のリニューアル工事が完了[1]。
- 2017年（平成29年）3月25日：同日開幕の全国都市緑化フェア「第33回 全国都市緑化よこはまフェア」の開催に合わせ、三ツ境駅がメイン会場の一つ「里山ガーデン」の最寄駅の一つになることから公式テーマソングGReeeeNの「キミマツ」を列車接近メロディーに導入。閉幕の同年6月4日まで期間限定で使用された[2]。
- 2022年（令和4年）11月20日：ホームドアの使用を開始[3]。
- 2024年（令和6年）11月5日：定期券発売所を廃止[4]。

### 駅名の由来
1889年（明治22年）から1939年（昭和14年）にかけて存在していた都筑郡二俣川村（大字二俣川）と都岡村（大字下川井）、鎌倉郡中川村（大字阿久和）の三つの境であることから、「三ツ境」と名付けられる。
なお、この付近は分水嶺となっており、古くから武蔵国都筑郡（二俣川村・下川井村）と相模国鎌倉郡（瀬谷村）・同高座郡（下鶴間村）の2か国3郡が至近で境を接している場所でもあり（カッコ内は町村制施行前の村名）、当駅の横浜寄りが相模国と武蔵国の境（相武国境）にかかっていた。

## 駅構造
相対式ホーム2面2線を有する地上駅で、橋上駅舎を有する。駅舎は北口の駅ビル「相鉄ライフ 三ツ境」（通称：三ツ境ライフ）と一体化しており、線路上に整備された駅前人工広場（ペデストリアンデッキ）とも地上2階レベルで接続している。
2007年度から2008年度にかけてバリアフリー化工事が行われ、コンコースと上下（1・2番線）ホームを連絡するエレベーターと、コンコースと上り（2番線）ホームを連絡するエスカレーターがそれぞれ設置された。また、各ホームにはユニバーサルデザインの一環として多機能トイレも設置された。さらに2010年度にかけて風力発電機、太陽光発電パネル、太陽光集光装置（関東の私鉄で初導入）、ミスト冷却装置の設置や壁面緑化、案内サインの更新、駅舎のリニューアル、耐震補強などの改良工事も実施されている。
その後、2015年度には行先案内表示装置、2016年度には待合室が設置された。

### ギャラリー

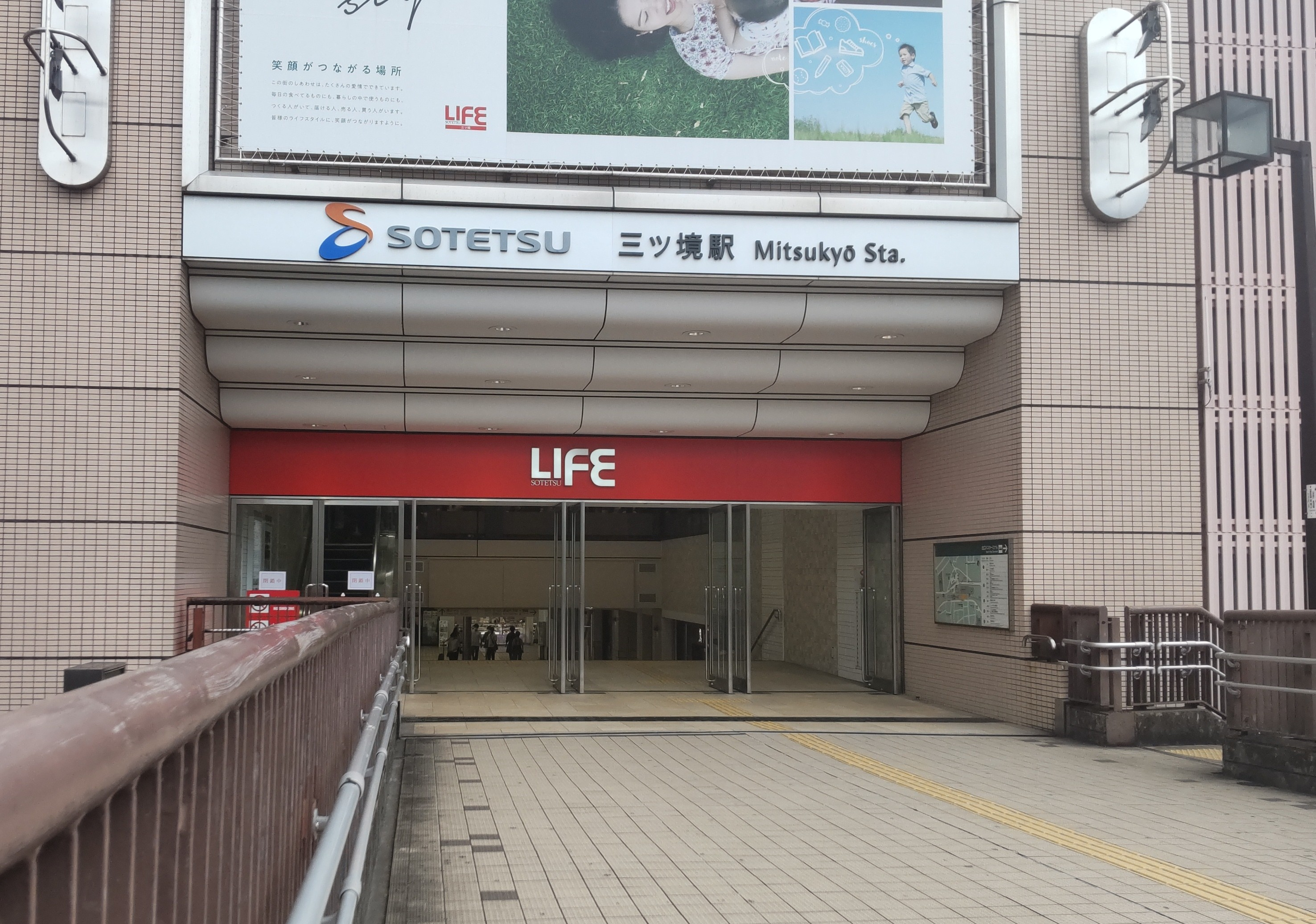
北口（2021年6月）
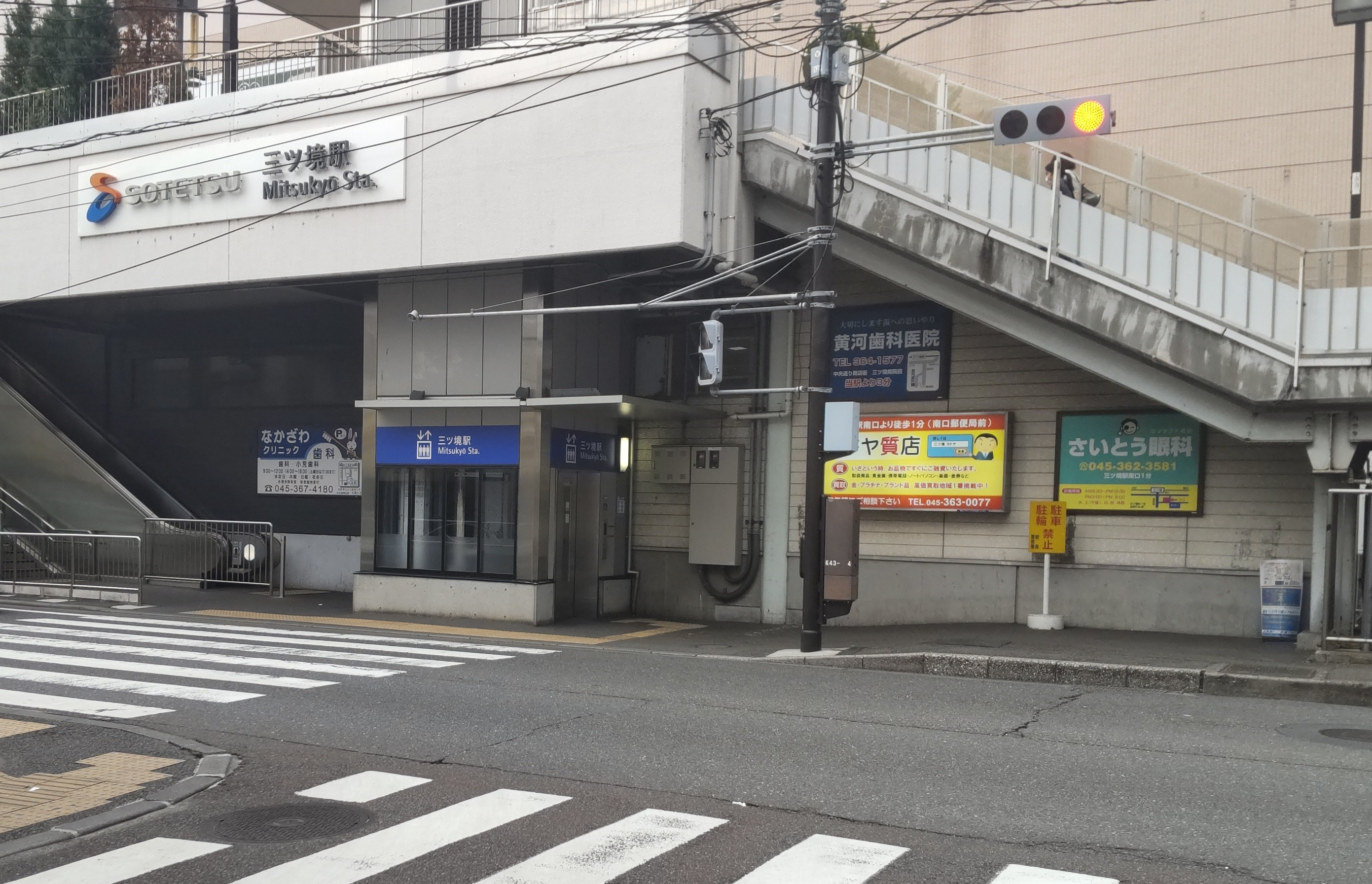
南口（2021年6月）
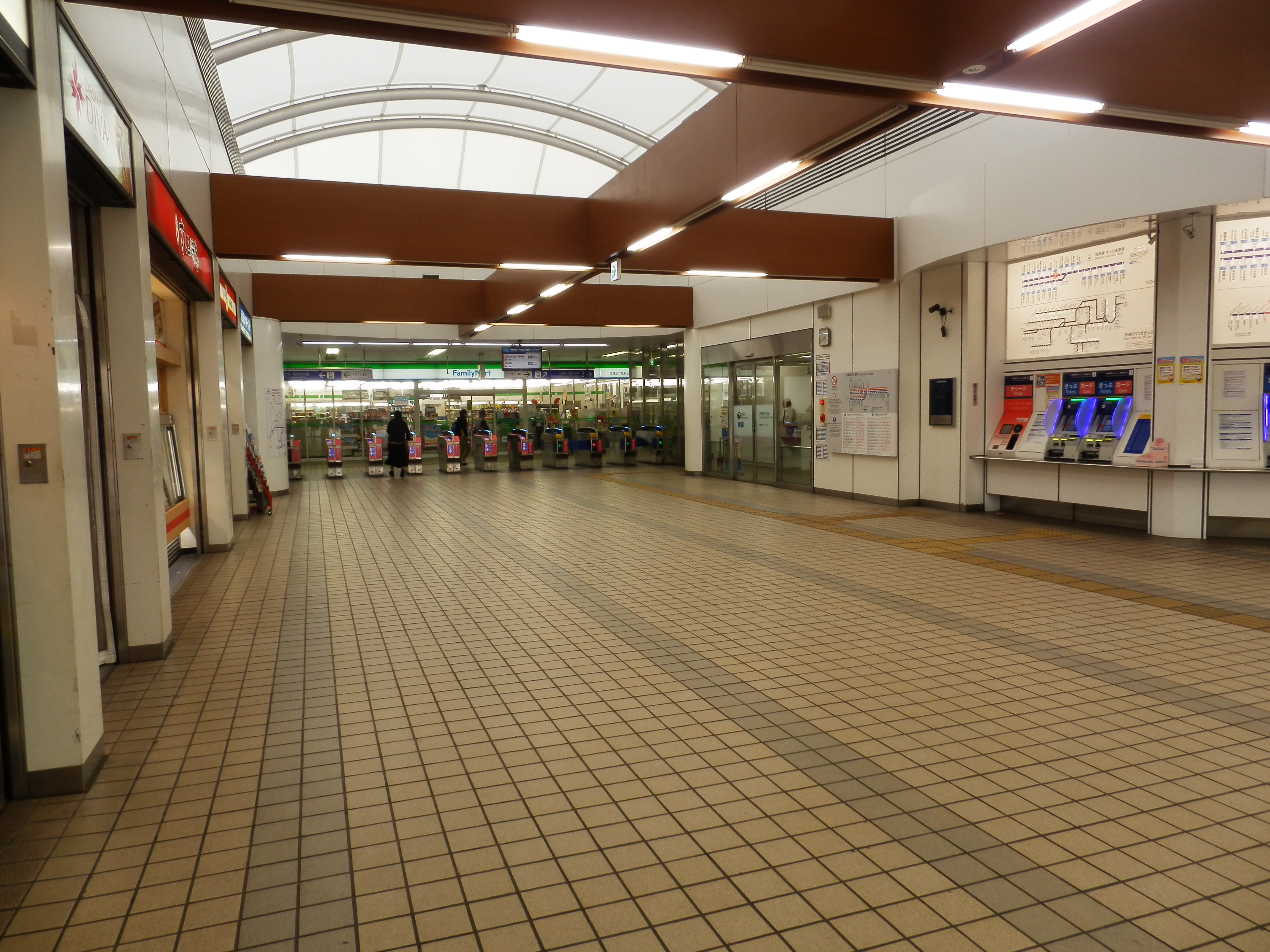
改札口・コンコース（2015年4月）
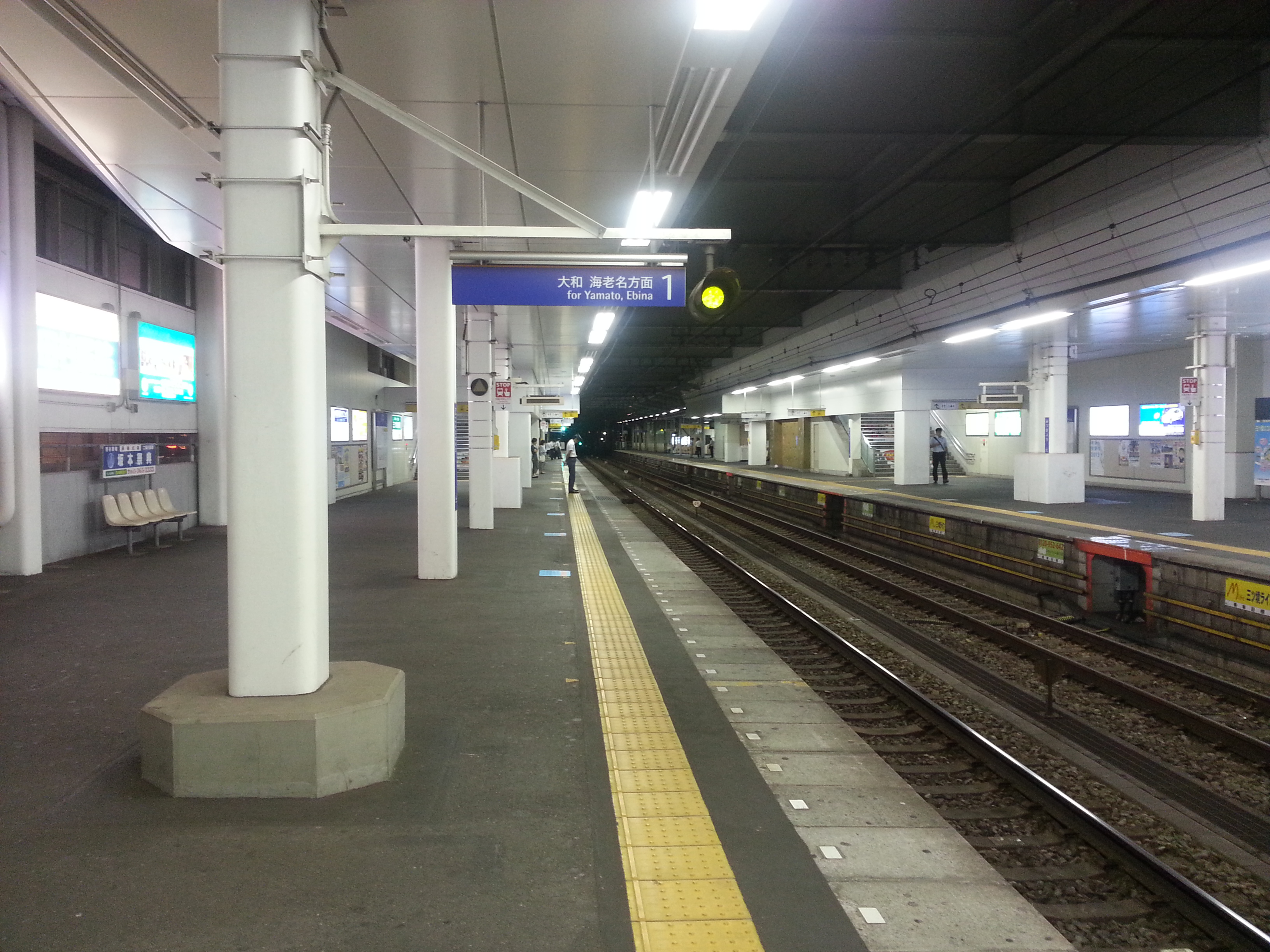
ホーム（2013年9月）
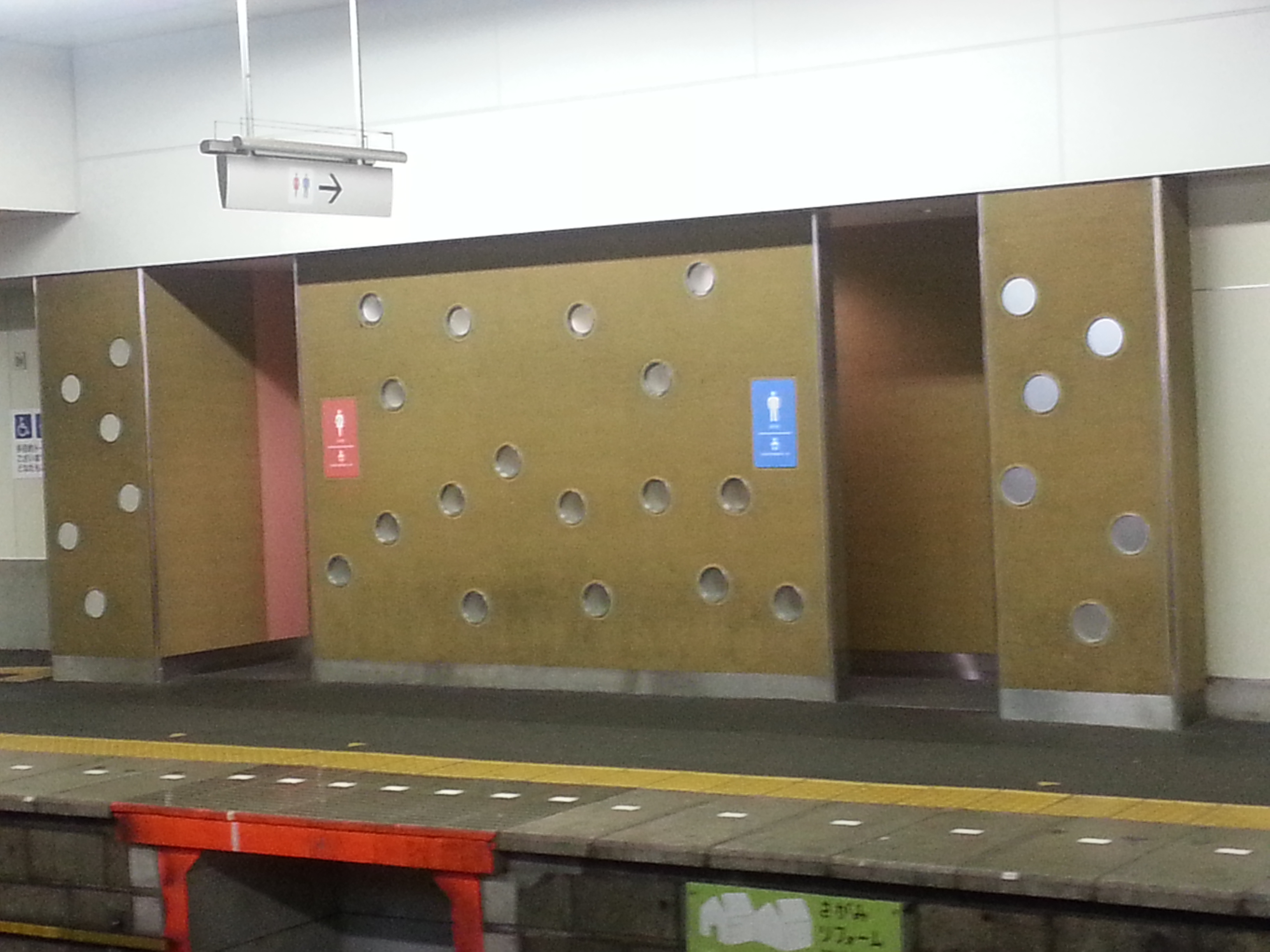
ホーム上に増設された多機能トイレ（2013年9月）
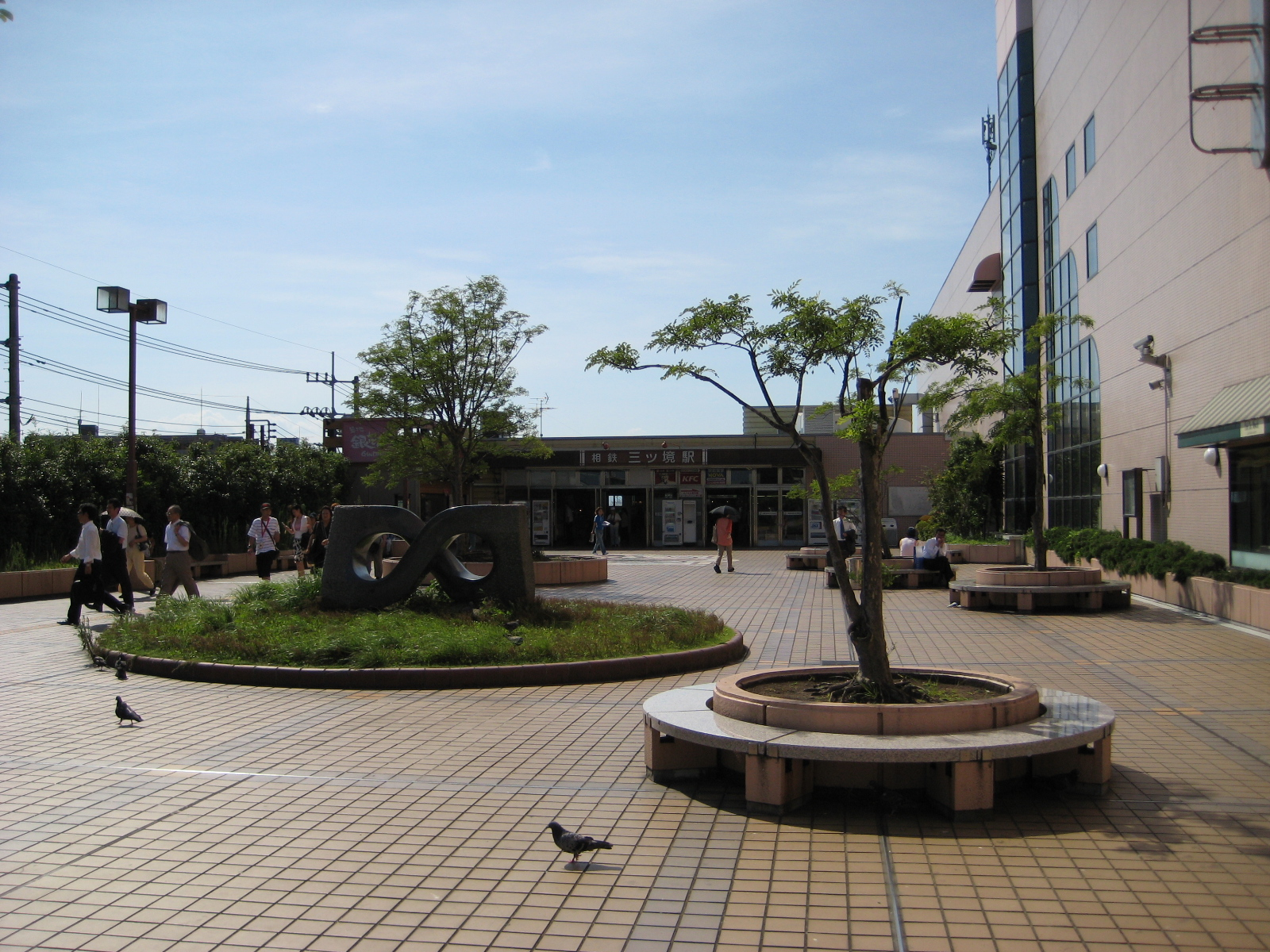
リニューアル前の駅舎（2007年8月9日）

### のりば
| 番線 | 路線     | 方向 | 行先                                             |
| ---- | -------- | ---- | ------------------------------------------------ |
| 1    | 相鉄本線 | 下り | 海老名方面                                       |
| 2    | 相鉄本線 | 上り | 横浜・湘南台（二俣川のりかえ）・羽沢横浜国大方面 |

### 駅構内施設
- 改札外
  - いしうす
  - Station ist
  - すし三崎丸
  - 崎陽軒
- 改札内（駅ナカ）
  - 改札付近
    - ファミリーマート

  - （下り）1番ホーム上
    - QB HOUSE
    - クイック&リラクゼーション西洋館

## 利用状況
2024年度の1日平均乗降人員は51,434人である。相鉄線全27駅中第7位。
当駅は瀬谷区に所在しているが、東側の旭区にも隣接しているため、瀬谷区だけではなく、旭区西部地域も駅勢圏である。
近年の1日平均乗降・乗車人員推移は下表の通り。
| 年度               | 1日平均 乗降人員 | 1日平均 乗車人員 | 出典                |
| ------------------ | ---------------- | ---------------- | ------------------- |
| 1980年（昭和55年） |                  | 26,899           | [ 横浜市統計書 1 ]  |
| 1981年（昭和56年） |                  | 27,608           | [ 横浜市統計書 1 ]  |
| 1982年（昭和57年） |                  | 27,836           | [ 横浜市統計書 1 ]  |
| 1983年（昭和58年） |                  | 28,339           | [ 横浜市統計書 1 ]  |
| 1984年（昭和59年） |                  | 29,047           | [ 横浜市統計書 1 ]  |
| 1985年（昭和60年） |                  | 29,551           | [ 横浜市統計書 1 ]  |
| 1986年（昭和61年） |                  | 30,521           | [ 横浜市統計書 1 ]  |
| 1987年（昭和62年） |                  | 31,896           | [ 横浜市統計書 1 ]  |
| 1988年（昭和63年） |                  | 33,627           | [ 横浜市統計書 1 ]  |
| 1989年（平成元年） |                  | 34,027           | [ 横浜市統計書 1 ]  |
| 1990年（平成02年） |                  | 34,674           | [ 横浜市統計書 1 ]  |
| 1991年（平成03年） |                  | 35,145           | [ 横浜市統計書 1 ]  |
| 1992年（平成04年） |                  | 34,830           | [ 横浜市統計書 1 ]  |
| 1993年（平成05年） |                  | 35,049           | [ 横浜市統計書 1 ]  |
| 1994年（平成06年） |                  | 34,852           | [ 横浜市統計書 1 ]  |
| 1995年（平成07年） |                  | 34,884           | [ 横浜市統計書 1 ]  |
| 1996年（平成08年） |                  | 34,279           | [ 横浜市統計書 1 ]  |
| 1997年（平成09年） |                  | 33,255           | [ 横浜市統計書 1 ]  |
| 1998年（平成10年） |                  | 33,067           | [ 横浜市統計書 1 ]  |
| 1999年（平成11年） | 65,426           | 32,428           | [ 神奈川県統計 1 ]  |
| 2000年（平成12年） | 63,899           | 31,759           | [ 神奈川県統計 1 ]  |
| 2001年（平成13年） | 63,074           | 31,362           | [ 神奈川県統計 2 ]  |
| 2002年（平成14年） | 61,853           | 30,715           | [ 神奈川県統計 3 ]  |
| 2003年（平成15年） | 60,923           | 30,205           | [ 神奈川県統計 4 ]  |
| 2004年（平成16年） | 60,256           | 29,882           | [ 神奈川県統計 5 ]  |
| 2005年（平成17年） | 60,515           | 29,992           | [ 神奈川県統計 6 ]  |
| 2006年（平成18年） | 60,994           | 30,276           | [ 神奈川県統計 7 ]  |
| 2007年（平成19年） | 61,372           | 30,464           | [ 神奈川県統計 8 ]  |
| 2008年（平成20年） | 60,706           | 30,136           | [ 神奈川県統計 9 ]  |
| 2009年（平成21年） | 59,854           | 29,718           | [ 神奈川県統計 10 ] |
| 2010年（平成22年） | 59,664           | 29,616           | [ 神奈川県統計 11 ] |
| 2011年（平成23年） | 58,494           | 29,052           | [ 神奈川県統計 12 ] |
| 2012年（平成24年） | 59,223           | 29,404           | [ 神奈川県統計 13 ] |
| 2013年（平成25年） | 59,806           | 29,708           | [ 神奈川県統計 14 ] |
| 2014年（平成26年） | 58,021           | 28,847           | [ 神奈川県統計 15 ] |
| 2015年（平成27年） | 58,533           | 29,093           | [ 神奈川県統計 16 ] |
| 2016年（平成28年） | 58,649           | 29,169           | [ 神奈川県統計 17 ] |
| 2017年（平成29年） | 58,905           | 29,285           | [ 神奈川県統計 18 ] |
| 2018年（平成30年） | 58,418           | 29,043           | [ 神奈川県統計 19 ] |
| 2019年（令和元年） | 57,806           | 28,824           | [ 神奈川県統計 20 ] |
| 2020年（令和02年） | 44,123           | 21,960           | [ 神奈川県統計 21 ] |
| 2021年（令和03年） | 46,531           | 23,130           | [ 神奈川県統計 22 ] |
| 2022年（令和04年） | 49,177           | 24,477           |                     |
| 2023年（令和05年） | 50,845           |                  |                     |
| 2024年（令和06年） | 51,434           |                  |                     |

## 駅周辺
当駅は瀬谷区の中心駅であるが、北口の野境道路（バスターミナル北側）から北側と南口の三ツ境橋から東側は旭区である。

### 北口（野境道路・笹野台方面）
- 市営楽老ハイツ
- 瀬谷市民の森
- 聖マリアンナ医科大学横浜市西部病院
- 神奈川県立横浜瀬谷高等学校
- 神奈川県立三ツ境支援学校
- 横浜市立二つ橋高等特別支援学校
- 横浜市立笹野台小学校
- 横浜市立二つ橋小学校
- 横浜市立東野中学校
- 三ツ境駅北口郵便局
- 横浜信用金庫三ツ境支店

### 南口（二ツ橋・瀬谷区役所方面）
- 瀬谷区総合庁舎
  - 瀬谷区役所
  - 横浜市瀬谷消防署
  - 瀬谷公会堂
- 神奈川県瀬谷警察署
- 横浜市立原中学校
- 横浜市立三ツ境小学校
- 二ツ橋公園
- 二ツ橋南公園
- 横浜三ツ境郵便局
- りそな銀行
- 三ツ境駅前商店街
- 三ツ境商店街
- 富士見通り商店街
- トヨタレンタリース 横浜三ツ境駅前店
- イオンフードスタイル 三ツ境店
  - セリア イオンフードスタイル三ツ境店
  - 西松屋横浜三ツ境店
  - 横浜銀行三ツ境支店
- コナミスポーツクラブ
- eモール
  - オーケー 阿久和店
  - マツモトキヨシ瀬谷eモール店

## バス路線
バスターミナルは北口と南口のイオンスタイル前の2か所にある。なお、南口発のバスはバスターミナルより駅に近い「三ツ境駅前」バス停にも停車するが、南口着のバスは同バス停には停車せず、南口バスターミナル向かいの降車場が終点となる。

### 北口バスターミナル
北口バスターミナルには神奈川中央交通と相鉄バスのバス路線が乗り入れている。停留所名は神奈川中央交通が「三ツ境駅北口」なのに対し、相鉄バスは「三ツ境駅」と異なっている。2007年11月までは横浜市営バスも116系統を運行していたが、撤退した。
- 1番乗り場
  - 116：近隣公園前経由 若葉台中央行（神奈川中央交通・相鉄バス）
  - 116：地区公園経由 若葉台中央行（神奈川中央交通・相鉄バス）
  - 境21：十日市場駅行（神奈川中央交通）
- 2番乗り場
  - 旭32：二俣川駅北口行（相鉄バス）
  - 旭33・旭34：旭高校入口行／よこはま動物園行（相鉄バス）
  - 旭37 : よこはま動物園経由 中山駅行（相鉄バス）
- 3番乗り場
  - 旭27：南瀬谷小学校行（相鉄バス）
- 4番乗り場
  - 旭28：ニュータウン南瀬谷行（相鉄バス）
  - 旭29：ニュータウン南瀬谷循環（相鉄バス）
  - 境30：細谷戸第5行（神奈川中央交通）
- 側道乗り場
  - 間15：鶴間駅東口行（神奈川中央交通）

各路線の詳細は「神奈川中央交通中山営業所」・「神奈川中央交通大和営業所」・「相鉄バス#旭営業所担当路線」を参照。

### 南口バスターミナル
南口バスターミナルには神奈川中央交通のバス路線が乗り入れている。停留所名は「三ツ境駅」である。1999年までは三ツ境駅南口に折り返し設備がなかった時代の名残として、一部のバス路線が三ツ境東原住宅まで乗り入れ、折返しを行っていた。
- 1番乗り場
  - 境11：宮沢行
  - い04：いずみ野駅行
- 2番乗り場
  - 境01：上飯田車庫行
  - 戸16：隼人中学・高校・湘南泉病院経由 戸塚バスセンター行
  - 戸17：阿久和・湘南泉病院経由 戸塚バスセンター行
  - 戸19：阿久和経由 戸塚バスセンター行

各路線の詳細は「神奈川中央交通戸塚営業所」を参照。

## 隣の駅
相模鉄道
 相鉄本線
■特急
通過
■通勤急行（平日上りのみ運転）・■快速・■各駅停車
希望ヶ丘駅 (SO11) - 三ツ境駅 (SO12) - 瀬谷駅 (SO13)
- 当駅 - 瀬谷駅間には、1960年まで二ツ橋駅が存在していた。